# سیکامپک
سیکامپک(اندونزیایی: Cikampek) شهری در استان جاوه غربی کشور اندونزی است. جمعیت این شهر بر اساس سرشماری سال ۲۰۰۰ میلادی ۱۳۶٫۴۹۶ تن بوده که در سال ۲۰۰۷ میلادی به ۱۴۹٫۲۹۴ نفر افزایش یافته‌است.